# Chronologie dějin starověkého Říma

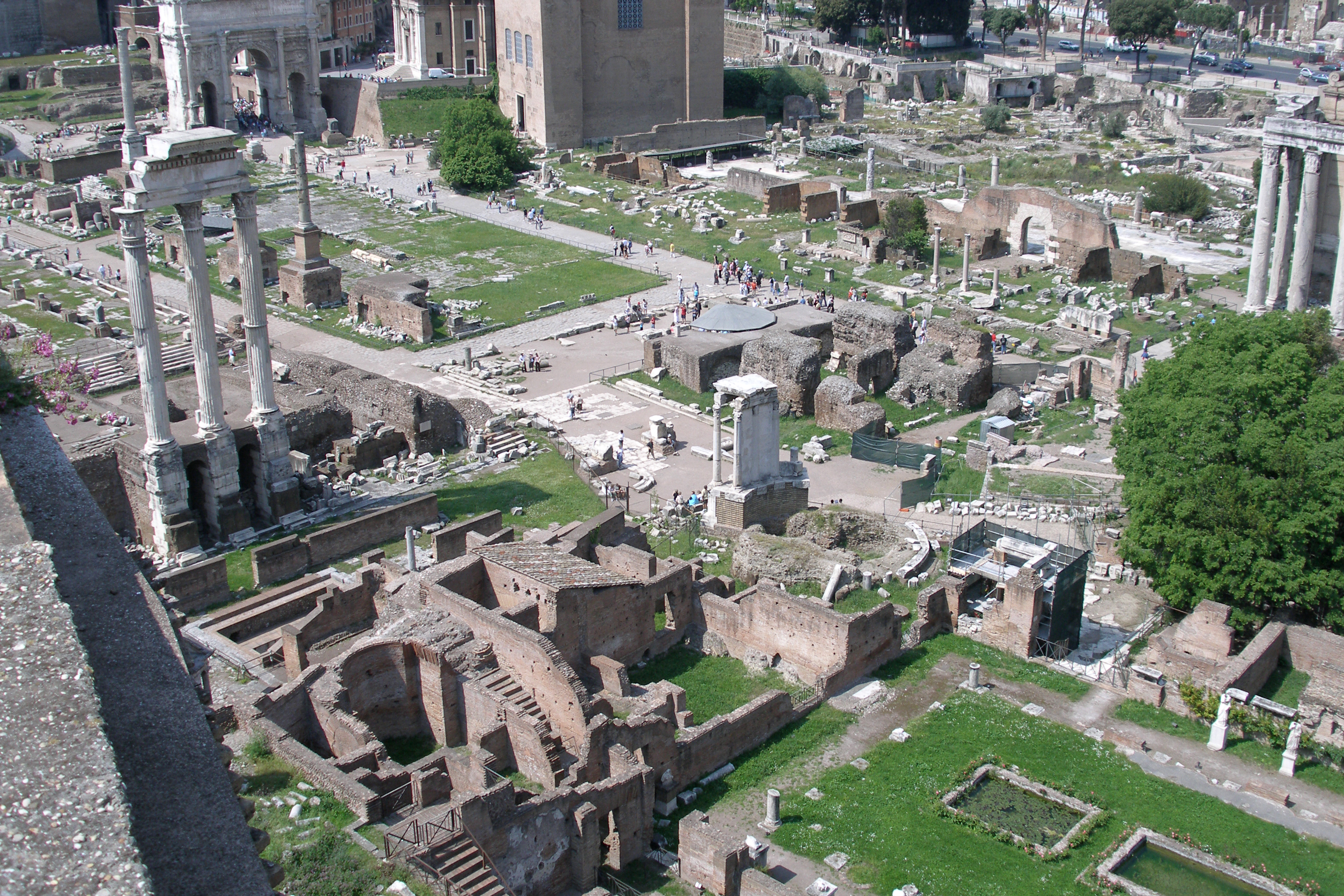
Řím – antické Forum Romanum

Toto je chronologie událostí z dějin starověkého Říma počínající založením města až do vpádu Langobardů do Itálie.

## Království

### 8. století př. n. l.
- 753 – Legendární datum založení města Říma Romulem a Remem

### 7. století př. n. l.
- 659 – Zničení města Alba Longa
- 616 – Počátek vlády Etrusků v Římě

### 6. století př. n. l.
- 578-534 – Vláda krále Servia Tullia
- 509 – Vyhnání Tarquinia Superba, zrod římské republiky

## Republika

### 5. století př. n. l.
- 496 – Řím poráží Latiny v bitvě u jezera Regillus
- 458 – Diktátor Lucius Qunctius Cincinnatus vítězí nad Aequy v bitvě u hory Algidus
- 450 – Decemvirové vydávají zákon dvanácti desek

### 4. století př. n. l.
- 396 – Římané vedení konzulem Marcem Furiem Camillem po desetiletém obléhání dobývají a ničí etruské město Veje
- 387 – Galové poráží římské vojsko v bitvě u řeky Allie; vydrancování Říma Galy
- 375-371 – Období anarchie, nejsou zvoleni žádní magistráti
- 366 – Zvolen první plebejský konzul Lucius Sextius Sextinus
- 343-341 – První samnitská válka
- 340-338 – Druhá latinská válka
- 326-304 – Druhá samnitská válka
- 321 – Římané poraženi Samnity v Kaudijské soutěsce
- 312 – Appius Claudius Caecus cenzorem, stavba via Appia
- 305 – Bitva u Boviana: Římané porážejí Samnity, tím končí samnitský odpor
- 304 – Po skončení druhé samnitské války zakládají Římané mnoho nových kolonií a získávají kontrolu nad většinou střední a jižní Itálie

### 3. století př. n. l.
- 298-290 – Třetí samnitská válka
- 295 – Bitva u Sentina, vítězství Římanů nad koalicí Samnitů a Galů
- 283 – Římané porážejí Etrusky a Galy v bitvě u Vadimonského jezera
- 280 – Pyrrhos se vyloďuje se svou armádou v Itálii a poráží Římany v bitvě u Herakleie
- 279 – Pyrrhos vítězí nad Římany v bitvě u Auscula
- 275 – Římané vítězí nad Pyrrhem v bitvě u Beneventa
- 264-241 – První punská válka proti Kartágu
- 241 – Římané vítězí nad Kartaginci v námořní bitvě u Aegatských ostrovů, Sicílie se stává římskou provincií
- 238 – Řím získává Sardinii a Korsiku
- 224 – galské vojsko poraženo v bitvě u Telamonu při pokusu o vpád do Etrurie
- 222 – Římané porážejí Galy a zřizují provincii Předalpskou Galii
- 218-201 – Druhá punská válka
- 218 – Hannibal překračuje Alpy a vítězí nad Římany v bitvách u Ticina a Trebie
- 217 – Kartaginci porážejí Římany v bitvě u Trasimenského jezera
- 216 – Hannibal uštědřuje Římanům drtivou porážku v bitvě u Kann
- 214-205 – První makedonská válka, Filip V. vítězí nad Římany
- 213-211 – Obléhání Syrakus, v roce 211 př. n. l. Římané město dobývají
- 207 – Římané vítězí v bitvě nad Metaurem nad Hanibalovým bratrem Hasdrubalem
- 206 – Bitva u Ilipy: Kartaginci ztrácejí svá území v Hispánii ve prospěch Římanů
- 204-202 – Scipio Africanus podniká invazi do Afriky, Hannibal je povolán zpět, avšak je poražen v bitvě u Zamy v roce 202 př. n. l.
- 200-196 – Druhá makedonská válka

### 2. století př. n. l.
- 197 – Filip V. poražen Římany v bitvě u Kynoskefal
- 192-189 – Syrská válka proti Antiochovi III.
- 190 – Bitva u Magnésie: Římané porážejí Antiocha III.
- 171-167 – Třetí makedonská válka
- 168 – Perseus je poražen Římany v bitvě u Pydny
- 154-133 – Hispánská válka
- 149-146 – Třetí punská válka
- 149-148 – Čtvrtá makedonská válka
- 146 – Římané ničí současně Kartágo a Korint, Makedonie a Afrika se stávají římskými provinciemi
- 133 – Poslední pergamský král Attalos III. zanechává svoji zem Římanům, zřízena provincie Asie
- 133 – Tiberius Gracchus se stává tribunem lidu, při pokusu prosadit pozemkovou reformu je zavražděn
- 123-122 – Gaius Gracchus se stává tribunem lidu, pokračuje v díle svého bratra, také on však umírá násilnou smrtí
- 121 – V jižní Galii zřízena provincie Gallia Narbonensis
- 113-101 – Vpád Kimbrů a Teutonů
- 112-105 – Válka s numidským králem Jugurthou
- 105 – Bitva u Arausia: Kimbrové porážejí a masakrují římské vojsko
- 102 – Konzul Gaius Marius poráží Teutony v bitvě u Aqua Sextiae
- 101 – Římané vítězí nad Kimbry v bitvě u Vercell

### 1. století př. n. l.
- 90-88 – Spojenecká válka
- 88 – Sulla, vůdce strany optimátů, dobývá Řím, začátek občanských válek
- 88-84 – První mithridatická válka
- 82 – Sulla se z východu vrací do Říma a masakruje máriovce (populáry)
- 82-72 – Sertorius, poslední máriovský vojevůdce, vede odboj v Hispánii
- 74-63 – Třetí mithridatická válka
- 73-71 – Spartakovo povstání
- 63 – Po vítězství nad Mithridatem reorganizuje Pompeius východ: vznik provincie Sýrie
- 63 – Během Ciceronova konzulátu dochází ke Catilinově spiknutí
- 60 – Pompeius, Crassus a Caesar uzavírají triumvirát
- 59 – Caesar konzulem
- 58-51 – Caesar dobývá Galii (galské války)
- 53 – Crassus zabit Parthy v bitvě u Karrh
- 49-45 – Caesar překračuje Rubikon a začíná tak válku s Pompeiem
- 48 – Caesar vítězí v bitvě u Farsalu, Pompeius zavražděn v Egyptě
- 44 – Caesar se stává doživotním diktátorem, 15. března je však v senátu zavražděn
- 43 – Znovu propuká občanská válka, Octavianus, Marcus Antonius a Lepidus uzavírají druhý triumvirát
- 42 – Triumvirové porážejí Bruta a Cassia v bitvě u Filipp
- 36 – Octavianus vítězí nad Sextem Pompeiem, Lepidovo vojsko přechází k Octaviovi
- 31 – V námořní bitvě u Actia Octavianus poráží Marca Antonia a egyptskou královnu Kleopatru
- 30 – Marcus Antonius a Kleopatra páchají sebevraždu, Egypt se stává římskou provincií
- 27 – Definitivní zánik republiky, Octavianus (Augustus) se stává principem

## Císařství
- 27 př. n. l.-14 n. l. – Augustus císařem
- 16-7 – Hranice impéria posunuty k Rýnu a Dunaji, začátek tažení do Germánie

### 1. století
- 9 – Bitva v Teutoburském lese, Germáni masakrují tři římské legie
- 14-37 – Tiberius císařem
- 14-15 – Germanicova tažení proti Germánům
- 37-41 – Caligula císařem
- 41-54 – Claudius císařem
- 43 – Římská invaze do Británie
- 54-68 – Nero císařem
- 60-61 – Boudicca královna kmene Icenů vede v Británii povstání proti Římanům
- 64 – Velký požár Říma ničí dvě třetiny města, Nero nařizuje pronásledování křesťanů
- 66-70 – První židovská válka
- 68-69 – „Rok čtyř císařů“ po zavraždění Galby, nastupuje na trůn Otho a později Vitellius, kterého nakonec poráží Vespasianus a zahajuje tak vládu dynastie Flaviovců
- 69-79 – Vespasianus císařem
- 79-81 – Titus císařem
- 79 – Erupce Vesuvu ničí Pompeje a Herculaneum
- 81-96 – Domitianus císařem
- 85 – Dácký král Decebalus vpadá do římské provincie Moesie
- 96-98 – Nerva císařem, začátek období adoptivních císařů
- 98-117 – Traianus císařem

### 2. století
- 101-106 – Dácké války: poté, co Římané dobývají Sarmisegetusu, páchá Decebalus sebevraždu, Dácie se stává římskou provincií
- 113-117 – Traianovo úspěšné tažení proti Parthům
- 117-138 – Hadrianus císařem
- 122 – Stavba Hadrianova valu
- 131-135 – Povstání Šimona Bar Kochby: druhá židovská válka
- 138-161 – Antoninus Pius císařem
- 161-180 – Marcus Aurelius císařem
- 166-172 – Markomanské války, Markomani a jiné germánské a sarmatské kmeny překračují Dunaj a útočí na římské balkánské provincie
- 177-180 – Tažení Marca Aurelia proti Markomanům
- 180-192 – Commodus císařem
- 192-193 – Po zavraždění tyrana Commoda propuká v říši chaos, vlády se ujímá Pertinax, dunajské legie provolají Septimia Severa, proti němu se však postaví nejprve Pescennius Niger a následně Clodius Albinus
- 193-211 – Septimius Severus císařem

### 3. století
- 208-211 – Septimiova tažení na severu Británie – Kaledonské války
- 211-217 – Caracalla císařem
- 212 – Constitutio Antoniniana, římské občanství je uděleno všem obyvatelům říše
- 217-218 – Macrinus císařem
- 218-222 – Elagabalus císařem
- 222-235 – Alexander Severus císařem
- 231-233 – Tažení proti Sásánovcům
- 235-284 – Krize třetího století – po násilné smrti Alexandra Severa upadá říše do vnitřních zmatků, období vlády vojenských císařů
- 235-238 – Maximinus Thrax císařem
- 244-249 – Philippus Arabs císařem
- 249-251 – Decius císařem
- 251 – Decius poražen a zabit Knivou, králem Gótů
- 253-260 – Valerianus a jeho syn Gallienus 253-268 vládnou říši
- 257 – Frankové vpadají do Galie a Hispánie, Alamani napadají Itálii, ale jsou poraženi u Milána
- 258 – Gótové útočí na města v Malé Asie
- 260 – Valerianus je zajat Peršany v Edesse
- 260-274 – Galské císařství: Postumus se prohlašuje císařem v Galii, od říše odpadá také Hispánie a Británie
- 268-270 – Claudius II. císařem
- 269 – Palmýřané vedení královnou Zenobií okupují Sýrii a Egypt, Claudius poráží Góty v bitvě u Naissu
- 270-275 – Aurelianus císařem
- 272 – Provincie Dácie je opuštěna
- 272-273 – Aurelianus poráží Zenobii a obsazuje Palmýru, po následném povstání je město srovnáno se zemí
- 274 – Aurelianus poráží Tetrica a připojuje k říši odpadlé západní provincie
- 276-282 – Probus císařem
- 284-305 – Diocletianus císařem
- 285 – Diocletianus povyšuje Maximiana (285-305) na císaře a svěřuje mu západní polovinu říše
- 293 – Dioclatianus a Maximianus určují Constantia Chlora a Galeria za své spolucísaře v hodnosti caesarů

### 4. století
- 303 – Diocletianus nařizuje pronásledování křesťanů
- 305 – Diocletianus a Maximianus abdikují, Constantius a Galerius se stávají císaři
- 306-337 – Konstantin Veliký se stává císařem poté, co jeho otec Constantius umírá v Eburacu
- 312 – Konstantin poráží a zabijí Maxentia v bitvě u Milvijského mostu
- 313 – Konstantin vydává Milánský edikt, legalizace křesťanství
- 318 – Exkomunikace mnicha Areia z církve
- 324 – Konstantin poráží Licinia a stává se jediným vládcem celé říše
- 325 – Ekumenický koncil ve městě Nikaia
- 330 – Konstantin přesouvá své sídlo do Konstantinopole
- 337 – Konstantin umírá v Nikomedii, jako synové Constantinus II. (337-340), Constantius II. (337-361) a Constans (337-350) si rozdělují vládu nad říší
- 340 – Constantinus II. vpadá do Itálie. U Aquileie je však poražen a zabit Constantem
- 350-353 – Magnentius si uzurpuje moc na západě, Constans je chycen na útěku a zavražděn
- 353 – Constantius poráží Magnentia a stává se jediným vládcem říše
- 355 – Constantius ustavuje svého bratrance Juliana caesarem v Galii
- 357 – Julianus poráží Franky v bitvě u Argentorata (dnešní Štrasburk)
- 360 – Constantius bojující na východě s Peršany žádá Juliana, aby mu na poslal část svých legií, vojáci se ale vzbouří a provolají Juliana augustem
- 361 – Constantius umírá přirozenou smrtí a jmenuje Juliana (361-363) svým nástupcem
- 363 – Julianus umírá během svého tažení do Persie
- 363-364 – Jovianus císařem
- 364-375 – Valentinianus I. se stává císařem a prohlašuje svého bratra Valenta za svého spolucísaře 364-378
- 376 – Gótové jsou vytlačeni Huny ze svých sídlišť a se svolením římské vlády překračují Dunaj, brzy se však vzbouří
- 378 – Bitva u Adrianopole, Valens je poražen a zabit Góty, římská armáda rozdrcena
- 378-395 – Theodosius I. císařem
- 382 – Gótové jsou usazeni v Moesii jako federáti
- 395 – Theodosius umírá a zanechává říši svým dvěma synům, Arcadiovi na východě 395-408 a Honoriovi na západě 395-423, impérium je tak definitivně rozděleno

### 5. století
- 406 – Vandalové, Alani a Svébové překračují zamrzlý Rýn a pronikají do Galie a později do Hispánie
- 410 – Řím je dobyt a vydrancován Vizigóty pod vedením náčelníka Alaricha
- 418 – Vizigóti jsou usazeni v Akvitánii
- 425-455 – Valentinianus III. císařem
- 439 – Vandalové dobývají Kartágo a zakládají říši v severní Africe
- 440 – Attila se stává králem Hunů
- 451 – Římský vojevůdce Aetius poráží Attilu v bitvě na Katalaunských polích
- 455 – Řím je vydrancován Vandaly
- 468 – Východořímský císař Leon I. organizuje neúspěšnou výpravu proti Vandalům do severní Afriky
- 476 – Poslední západořímský císař Romulus Augustus je velitelem vojska Odoakerem donucen abdikovat
- 493 – Ostrogóti dobývají Itálii

### 6. století
- 527-565 – Justinián I. císařem
- 533 – Východořímský vojevůdce Belisar poráží Vandaly a vyvrací jejich říši v severní Africe
- 535 – Belisar podniká invazi do Itálie
- 552 – Narses poráží Ostrogóty v bitvě u Busta Gallorum, Itálie je získána zpět pro říši
- 568 – Langobardi vpadají do Itálie a dobývají na Byzantincích většinu země